# أندريا ميتو
أندريا ميتو (بالرومانية: Andreea Mitu)‏ مواليد 22 سبتمبر 1991 في بوخارست، هي لاعبة كرة مضرب رومانية وتحتل حالياً المرتبة رقم. 104 (8 فبراير 2016) في تصنيف رابطة محترفات كرة المضرب. أعلى تصنيف لها في الفردي كان المركز الـ 68 في سنة 2015.

## روابط خارجية
- أندريا ميتو على موقع رابطة محترفات التنس (الإنجليزية)
- أندريا ميتو على موقع الاتحاد الدولي لكرة المضرب (الإنجليزية)
- أندريا ميتو على موقع كأس بيلي جين كينغ (الإنجليزية)
- أندريا ميتو على موقع خلاصة التنس.كوم (الإنجليزية)
- أندريا ميتو على موقع إي إس بي إن.كوم (الإنجليزية)
- أندريا ميتو على موقع أوليمبيديا (الإنجليزية)